# از هرچه مانده بگذر
«از هرچه مانده بگذر» (به انگلیسی: Leave Out All The Rest) یک ترانه از گروه راک آمریکایی لینکین پارک است که در ۱۵ ژوئیه ۲۰۰۸ در آمریکا منتشر شد. به دلیل محبوبیت این آهنگ در همان هفتهٔ انتشار، ترانه به صدر جدول «بیلبورد :۱۰۰ برتر پاپ» رسید.

## اطلاعات پس زمینه
عنوان کاری این آهنگ در ابتدا "ترس"(به انگلیسی: Fear) و "وقتی نوبت من شود"(به انگلیسی: When My Time Comes) بود. گروه تا رسیدن به متن آهنگ مطلوب ۳۰ بار آن را تغییر دادند. نسخهٔ دموی این ترانه با عنوان "ترس" با وکال مایک شینودا در ویدئوی ساخت "دقایقی تا نیمه شب" و آلبوم "لینکین پارک زیر زمینی ۰۹" قرار دارد. ترانه در پایان با صدای قدم‌ها، باز شدن در و صدای افراد به آهنگ خونریزی متصل می‌شود.
چستر بنینگتون در مصاحبه با مجله "کرنگ!" دربارهٔ این آهنگ گفت: "از همان ابتدای کار می‌دانستیم که این ترانه یک تک‌آهنگ خواهد بود؛ بنابراین برای رسیدن به یک متن عالی بسیار سخت کار کردیم. جملهٔ 'Pretending someone else can come and save me from myself' در متن، به خاطر این است که قرار بود مانند یک نامهٔ عذرخواهی احساس شود. من می‌خواهم مردم چیزهای خوب را به یاد بیاورند نه چیزهای بد را. این ترانه دربارهٔ فروتنی و تواضع است."
این آهنگ روی تیتراژ پایانی فیلم گرگ و میش ۲۰۰۸ قرار دارد.

## موزیک ویدئو
موزیک ویدئوی این ترانه به کارگردانی جو هان از بهترین و معروف‌ترین ویدئوهای لینکین پارک، در آینده رخ می‌دهد و زندگی روزمرهٔ گروه را در صورتی که در فضا بودند نشان می‌دهد. این را مایک شینودا در مصاحبه با "ام تی وی" می‌گوید و اضافه می‌کند گروه در فضاپیمایی است که راه خود را به‌طور عادی در کهکشان طی می‌کند اما پس از مدتی این فضاپیما دچار نقص فنی شده، گرانش از دست می‌رود و اعضای گروه را در حالی که شناورند به سمت ستاره‌ای که به نظر می‌رسد همان خورشید است می‌فرستد.
صحنه‌های پایانی ویدئو گروه را نشان می‌دهد که در مقابل ستاره ایستاده‌اند و به منظرهٔ زیبای آن نگاه می‌کنند. این توصیف معروف‌ترین صحنهٔ ویدئوهای لینکین پارک را می‌سازد. پایان ویدئو دقیقاً سرنوشت افراد در فضاپیما را مشخص نمی‌کند.
در ویدئو اجرای ترانه توسط گروه دیده نمی‌شود، اما صحنه‌های تک خوانی چستر بنینگتون در ویدئو مشاهده می‌شود. این ویدئو صحنه‌ها و مفهوم مشابه فیلم بریتانیایی "Sunshine 2007" دارد.
جو هان می‌گوید: "ما کاشفان فضایی هستیم مثل وقتی که برای اجرا به تور می‌رویم. ما خانه خود را ترک می‌کنیم و حدس می‌زنم این ارتباطی با 'Leave Out All the Rest' دارد. مجبوریم چیزهایی را پشت سر بگذاریم برای انجام کارهای بهتری در آینده."

## رتبه در جدول
این ترانه بدون اینکه به عنوان یک سینگل رسمی منتشر شود، در همان هفتهٔ نخست انتشار به صدر جدول «بیلبورد :۱۰۰ برتر پاپ» رسید. اما یکی از ترانه‌های لینکین پارک است که پایین‌ترین رتبه‌ها را در چارت انگلستان دارد. «از هرچه مانده بگذر» دارای گواهینامه طلایی RIAA در سال ۲۰۰۹ است.
| جدول ۲۰۰۷                     | رتبه |
| ----------------------------- | ---- |
| بیلبورد :۱۰۰ برتر پاپ         | ۹۸   |
| بیلبورد: بابلینگ آندر هات ۱۰۰ | ۱۷   |

| جدول ۲۰۰۸                          | رتبه در جدول |
| ---------------------------------- | ------------ |
| جدول تک‌آهنگ‌های آرژانتین            | ۴۶           |
| جدول تک‌آهنگ‌های ARIA استرالیا       | ۲۴           |
| جدول تک‌آهنگ‌های اتریش               | ۱۷           |
| ۱۰۰ تک‌آهنگ برتر اروپا              | ۵۴           |
| تک آهنگ‌های لهستان                  | ۳            |
| تک اهتگهای چک                      | ۱۲           |
| تک آهنگ‌های فنلاند                  | ۱۹           |
| تک آهنگ‌های برتر آلمان              | ۱۵           |
| تک‌آهنگ‌های RIANZ نیوزیلند           | ۳۸           |
| جدول پرتغال                        | ۵            |
| تک‌آهنگ‌های سویس                     | ۳۶           |
| تک‌آهنگ‌های انگلستان                 | ۹۰           |
| بیلبورد ۱۰۰ برتر آمریکا            | ۹۴           |
| بیلبورد آمریکا: پاپ                | ۶۹           |
| بیلبورد آمریکا: ۴۰ آهنگ بالغ برتر  | ۲۳           |
| بیلبورد آمریکا: آهنگ‌های راک مدرن   | ۱۱           |
| بیلبورد آمریکا: آهنگ‌های راک جریانی | ۳۳           |

## جدول پایان سال
| جدول ۲۰۰۹ | رتبه |
| --------- | ---- |
| آلمان     | 93   |